# Конар (посёлок)
Кона́р (чув. Кӑнар) — посёлок в Цивильском районе, административный центр Конарского сельского поселения. Образован 18 ноября 1961 на базе Тиньговатовской нефтеперекачивающей станции. В составе Цивильского района с 1961.

## География
Расстояние до Чебоксар — 57 км, до Цивильска — 20 км.
Административно-территориальная принадлженость
Поселок основан в 1961 году, в составе Цивильского района Чувашии находится с 18 ноября 1961 года.

В разные годы посёлок входил в состав следующих единиц административно-территориального деления:
с 18 ноября 1961 — Имбюртский сельсовет;

с 1962 года — Староакташевский сельсовет;

с 1992 года — сельская администрация Староакташевская;

с 17 ноября 2005 года — сельское поселение Конарское (образовано из Староакташевской и Хорамалинской сельских администраций).

## Топонимика
- Краевед И. С. Дубанов отмечает:

М. Н. Юхма в книге «Древние болгаро-чуваши» пишет, что Кона́р — болгаро-чувашский богатырь— Географические названия Чувашской Республики
 Историк Димитриев В. Д. писал: «В процессе этногенеза с чувашами слилось немало марийцев. Вследствие этого, по-видимому, сказания о марийском богатыре Онаре нашли отражение в чувашском фольклоре» и отмечал, что предание о богатыре Конаре рассказывали не только в Конаре Цивильского района, но и в селе Малое Карачкино Ядринского района.
- В статье о реке Конар (Кунар, (чув. Кăнар[6]) И.С. Дубанов пишет:

Речка в Цивильском районе, левый приток реки Аниш. Возможно, от казах. конур, коныр «темный, бурый, коричневый». В словаре В. В. Радлова коныран «степь». Следовательно, «степная река»— Географические названия Чувашской Республики
- Посёлок назвали «Конар» от чувашского «канар» (отдыхать, отдохните; от глагола «кан» — «отдыхать»[7] путём присоединения аффикса -ар для получения понудительного глагола[8]). «Раньше, когда конный путь из Цивильска в Свияжск проходил здесь, в конце долгого подъёма лошадям давали отдыхать. Извозчики, которые ехали сзади, кричали передним „Канар! Канар!“». Так сначала лес был назван «Канар вармане», а впоследствии и посёлок[9]. (примечание: данная версия бытует в народе, однако не имеет научного подтверждения).

## История
История посёлка связана с созданием нефтеперекачивающей станции «Тиньговатово»: в 1957 году по территории Чувашии проложен первый нефтепровод Альметьевск—Горький диаметром 500 мм. Для технического обслуживания нефтепровода организована аварийная бригада, расположившаяся в деревне Вторые Тойзи (на данный момент находится в составе Конарского сельского поселения). К 1960 году построена насосная станция, подстанция, установлен агрегат № 2, который 6 марта 1961 году был включён в работу для перекачки нефти. 28 марта 1961 году был издан приказ № 34 об образовании НПС «Тиньговатово». Первым начальником НПС стал Михайлов Федор Михайлович. Начальниками НПС в разные годы работали - 1961-1961 - Михайлов Ф. М.; 1961-1962 - Кубалов М. М.; 1962-1964 - Аржфарзянов Р. Н.; 1964-1986 - Григорьев Михаил Михайлович; с 1986 - Михайлов В. Г. 

На месте нынешнего посёлка были лес «Конар» и чистое поле. Уже к осени 1961 года завершилось строительство жилого комплекса: 15 двухквартирных домов из шлакоблоков.
В самом начале посёлок называли по-разному: Площадка, Газопровод, посёлок им. Ленина. Остановились на «Конары». Эта идея была предложена Емельяновым Евгением Емельяновичем, жителем деревни Вторые Тойзи. Посёлок был назван по имени леса, на территории которого он расположился.
До 1965 года в посёлке в основном жили только нефтяники со своими семьями. С первых дней работали клуб, детский сад, начальная школа, магазин, почта, баня. Ближайшая больница находилась в двадцати километрах.
В 1966 году в отремонтированном бараке для строителей открывается участковая больница (в силу объединения колхозников окружающих деревень в совхоз с районной усадьбой в п. Конар, строительство больницы было условием объединения). В 1986 году участковая больница перешла в новое типовое двухэтажное здание со стационаром на 50 коек.
В 1972 году завершено строительство асфальтной дороги длиной в 9 км с выходом на автомагистраль. Сейчас между НПС «Тиньговатово» и г. Чебоксары курсируют рейсовые автобусы. При организации дорожно-строительных работ большую помощь оказал народный депутат СССР того времени, народный артист СССР Денисов М. И. Именно он поставил депутатский запрос о финансировании дорожно-строительных работ в Тиньговатово перед руководством Главтранснефти.
Долгое время начальная школа для детей нефтяников располагалась в бараке. Средней школы в радиусе пяти километров не было. Одновременно с больницей в Чувашгражданпроекте изготовили проект средней школы. В результате содействия министра сельского хозяйства республики и Васильева А. А., председателя райисполкома Цивильского района, в декабре 1979 года открылась средняя школа посёлка Конар.
В 1992 года стараниями директора совхоза «Спутник» Шашкарова Леонида Геннадьевича открыт новый ДК на 360 мест со спортзалом, ставшим культурным центром посёлка. Постепенно появляются и другие учреждения, такие как раздаточный блок (бензопровод), ПС «Тиньговатово» (перекачивающая станция), АГРЭС (автоматический газораспределитель), ветеринарный пункт, пекарня, почтовое отделение, узел связи.

## Инфраструктура
Поселок газифицирован, проведён водопровод, проложена асфальтированная дорога.

### Субъекты хозяйственной деятельности
В посёлке имеются: НПС «Тиньговатово», ПС «Тиньговатово» (АО «Транснефть — Прикамье» (ПАО «Транснефть»)), раздаточный узел Чебоксарской нефтебазы, детский сад «Хунав», Конарская средняя общеобразовательная школа, участковая больница, ветеринарный пункт, два узла телефонной связи, почта, сберкасса, сельский дом культуры, * библиотека, краеведческий уголок.

## Население
Основную часть населения составляют чуваши.
| 2010 | 2011 | 2012 | 2013 | 2014 |
| ---- | ---- | ---- | ---- | ---- |
| 743  | ↗755 | →755 | ↘729 | ↘728 |

Число дворов и жителей посёлка Конар:
- 1979 год — 183 муж., 207 жен.;
- 2002 год — 242 двора, 816 чел.: 404 муж., 412 жен.;
- 2007 год — 259 дворов, 700 чел.;
- 2010 год — 248 част. домохозяйств, 743 чел.: 355 муж., 388 жен.;
- 2011 год — 269 част. домохозяйств, 755 чел.;
- 2012 год — 278 част. домохозяйств, 741 чел.;
- 2013 год — 278 част. домохозяйств, 729 чел.;
- 2014 год — 278 част. домохозяйств, 728 чел.;
- 2016 г. — 736 человек[4].

### Жители, отмеченные правительственными наградами
- Валентина Александровна Белова — заслуженный учитель ЧАССР;
- Алевтина Александровна Клементьева — отличник народного просвещения РСФСР;
- Зинаида Порфирьевна Румянцева — заслуженный работник сельского хозяйства ЧР;
- Гурий Фёдорович Алексеев — заслуженный деятель музыкального общества ЧР;
- Муза Николаевна Григорьева — отличник народного просвещения РСФР;
- Михаил Михайлович Григорьев – заслуженный нефтяник РФ, в течение 22-ух лет руководил НПС «Тиньговатово» Казанского РНУ;
- Вера Филипповна Алексеева — заслуженный деятель музыкального общества ЧР;
- Ангелина Николаевна Стеклова — Заслуженный работник сельского хозяйства;
- Пётр Сергеевич Чижов — Заслуженный работник сельского хозяйства;
- Валентина Борисовна Иванова — Отличник народного просвещения;
- Лариса Вениаминовна Сидирякова — Заслуженный работник культуры Чувашской Республики.

## Памятники и памятные места
- Памятник погибшим в Великой Отечественной войне 1941—1945 гг. (ул. Школьная)[14].